# 林昊宣
林昊宣（：／ Lim Ho-seon，1964年9月27日—），大韓民國自由派政治人物，第21屆國會議員。